# Utilidade (economia)

Curvas de indiferença são curvas que representam combinações de consumo do bem X (Good X) e do bem Y (good Y) que auferem o mesmo nível de utilidade. Na figura, estão três curvas de indiferença, cada uma com infinitas possibilidades de combinação de consumo entre o bem 1 e 2

Em economia, a utilidade, é o grau de rentabilidade ou satisfação que obtemos do uso das coisas, uma medida de satisfação relativa a um agente da economia.
A análise da sua variação permite explicar o comportamento que resulta das opções tomadas por cada agente para aumentar a sua satisfação.
A utilidade é frequentemente usada para estudar as decisões de consumo quando se coloca em alternativa vários bens e serviços, a posse da riqueza ou o usufruto de tempo de lazer. Um caso típico é o estudo da forma como um indivíduo decide dividir o seu tempo disponível entre trabalho e lazer.
A utilidade é normalmente aplicada pelos economistas em construções como a curva de indiferença, que apresenta, para um determinado nível de satisfação, a quantidade de bens que um indivíduo ou uma sociedade aceitariam ter. Utilidade individual e utilidade social pode ser interpretados como a variável dependente de uma função de utilidade (como um mapa da curva de indiferença) e como uma função de bem-estar social, respetivamente.  Quando associado à produção ou à escassez de bens, sob certos pressupostos, essas funções podem apresentar uma eficiência de Pareto, como ilustrado pelas caixas de Edgeworth nas curvas de contrato.  Essa eficiência é um conceito central na economia do bem-estar.
Utilidade é a capacidade que objetos ou serviços possuem em satisfazer uma ou mais necessidades.

## Unidade de medida
A utilidade é uma grandeza que tem apenas dimensão ordinal . Isto quer dizer que não há uma unidade de medida universal e comparável de utilidade que permitiria dizer, por exemplo, que o consumo de 1 colher de arroz gera 2 unidades de utilidade e o consumo de uma jóia gera 10 unidades.
No entanto, em cada problema, um determinado valor de utilidade é atribuído a cada vetor de consumo de modo que:
1) a vetores considerados  indiferentes entre si pelo consumidor (e que portanto estão na mesma curva de indiferença, são atribuídos os mesmos valores de utilidade.
2) se o consumidor prefere o vetor de consumo A ao vetor de consumo B, então o valor de utilidade atribuído a A é maior que o atribuído a B.

## Histórico
A doutrina do utilitarismo viu a maximização de utilidade como um critério para a organização moral da sociedade.  De acordo com os utilitaristas, como Jeremy Bentham (1748-1832) e John Stuart Mill (1806-1876), a sociedade deve ter como objetivo maximizar a utilidade total de indivíduos, apontando para "a maior felicidade para o maior número de pessoas ". Numa outra teoria, de John Rawls (1921-2002), a sociedade teria o papel de maximizar a utilidade dos indivíduos que inicialmente recebem um montante mínimo de utilidade.

## Função utilidade
A utilidade ou satisfação que um consumidor aufere de cada bem ou serviço é medida, pelo menos em teoria, por uma função chamada de função utilidade. Ou seja, a função de utilidade é uma transformação (modelagem) do conceito de utilidade, que faz uma ordenação dos benefícios apercebidos por uma pessoa, de acordo com a satisfação que estes lhe trarão.
Em termos formais, seja X o conjunto de todas as escolhas (alternativas) disponíveis ao agente econômico (consumidor). uma função {\displaystyle u:X\rightarrow \mathbb {R} } é uma função utilidade se atribui a cada elemento de X (que é o domínio da função) um valor numérico, o que permite ordenar os elementos de X de acordo com as preferências do agente . Por exemplo, se a função atribuir valor 1 ao bem "banana" e valor 2 ao bem "maçã", saberemos que o agente econômico que tem aquela função utilidade prefere maçã a banana.

### Exemplo
Num jogo, o resultado é incerto, desconhecido. A informação disponível permite apenas inferir as probabilidades dos eventos favoráveis e desfavoráveis.
Na teoria das probabilidades, o valor esperado fornece o lucro esperado caso seja positiva, ou o prejuízo esperado caso seja negativa. Em jogos de azar, por exemplo, a expectância sempre é negativa para o jogador e positiva para a banca. Ao jogador cabe buscar uma estratégia que torne a sua expectância de lucro a maior possível.
Entretanto, pode-se dizer que existem diferentes perfis de jogadores. Uns preferem arriscar-se mais a perder se isso trouxer a possibilidade de altos ganhos. Outros preferem arriscar-se menos a perder, mesmo que isso signifique um menor lucro.
A função de utilidade de um jogador expressa o seu perfil de aversão ao risco.
Por exemplo, quando o gerente de um banco infere sobre o perfil de investidor de um cliente (agressivo, arrojado ou conservador), na verdade, está sendo analisada a função utilidade que caracteriza esse cliente como investidor.
Quando se deseja então buscar uma estratégia de jogo otimizada que leve em conta o perfil do jogador, não se busca maximizar o valor esperado dos pontos adquiridos, mas o valor esperado da função utilidade, que é uma função dos pontos.

### Tipos comuns de funções utilidade
Alguns formatos específicos de funções utilidade são encontrados frequentemente na literatura econômica. São eles:
- funções de utilidade homotéticas
- funções de utilidade quase-lineares
- funções de utilidade com separabilidade aditiva: não são homotéticas. Têm a forma

{\displaystyle U\left[x_{1},x_{2},x_{3}...x_{n}\right]=u_{1}\left(x_{1}\right)+u_{2}\left(x_{2}\right)+...u_{n}\left(x_{n}\right)=\sum _{i=1}^{N}u_{i}\left(x_{i}\right)}.
São muito utilizadas para representar a utilidade preferências de consumo entre diferentes períodos do tempo (por exemplo, consumir na juventude e não poupar para a velhice ou o contrário). [carece de fontes?]